# Kontrowersja dotycząca klucza szyfrującego AACS
Kontrowersja dotycząca klucza AACS – publiczny spór dotyczący zastosowania technologii AACS do ochrony prawa autorskiego, rozpoczęty w kwietniu 2007, kiedy to Motion Picture Association of America (MPAA) i Advanced Access Content System Licensing Administrator (AACS LA), LLC rozpoczęły wysyłanie listów do stron internetowych publikujących 128-bitowy (16-bajtowy) numer, który w zapisie heksadecymalnym przybiera postać 09 F9 11 02 9D 74 E3 5B D8 41 56 C5 63 56 88 C0 (z reguły określano ten numer jako 09 F9), będący kluczem szyfrującym dysków HD DVD i Blu-ray, z prośbą o zaprzestanie rozpowszechniania go. Listy te żądały natychmiastowego usunięcia klucza i jakichkolwiek powiązań z nim, powołując się przy tym na przepisy z DMCA.
W odpowiedzi na wysokie rozpowszechnienie klucza AACS LA przekazało kilka stanowisk na temat tej sprawy prasie, chwaląc w ich treści strony internetowe, które wystąpiły zgodnie z ich prośbą o „odpowiedzialne działania” i ostrzegając, że zaczęto przygotowywać odpowiednie do sytuacji „środki prawne i techniczne”.
Kontrowersja rozwinęła się bardziej na początku maja 2007, kiedy agregator treści Digg dostał wcześniej wspomniany list dotyczący naruszenia DMCA, po czym usunął wiele artykułów i zaczął banować użytkowników podających je dalej. To wywołało coś, co niektórzy nazwali cyfrową rewoltą albo „cyber-przewrotem”, w którym użytkownicy publikowali i rozpowszechniali klucz na Digg, jak również masowo w Internecie, wywołując w ten sposób efekt Streisand. AACS LA opisało sytuację jako „ciekawy zwrot sytuacji”.

## Tło sytuacji
System heksadecymalny (szesnastkowy) to pozycyjny system liczbowy, w którym podstawą jest liczba 16, używany w niektórych elementach informatyki i matematyki. Klucz to zwykła liczba podana w zapisie szesnastkowym; w zapisie dziesiętnym jest to 13 256 278 887 989 457 651 018 865 901 401 704 640.
Jako że klucz może zostać wykorzystany w technologii obchodzącej prawo autorskie (a taka jest zabroniona przez DMCA), jego posiadanie i rozpowszechnianie zostało ujęte przez AACS i kilku specjalistów z dziedziny prawa jako nielegalne. Z uwagi na to, że jest to 128-bitowa wartość liczbowa, została ona określona jako nielegalny numer. Przeciwnicy ekspansji prawa autorskiego krytykują pomysł czynienia konkretnej liczby nielegalną.
Komercyjne dyski HD DVD i Blu-ray zawierają w sobie zintegrowaną ochronę przed kopiowaniem, opisaną przez specyfikację AACS LA. Istnieje kilka mechanizmów służących do szyfrowania treści, przy czym złamanie jednego z mechanizmów nie gwarantuje złamania innych. W związku z tym klucz „09 F9” jest tylko jednym z wielu elementów potrzebnych do odtworzenia dysku za pomocą nielicencjonowanego odtwarzacza.
AACS może zostać wykorzystany do unieważnienia klucza określonego odtwarzacza, gdy wiadomo, że został on naruszony, jak miało to miejsce w przypadku WinDVD. Odtwarzacze, które naruszyły klucz, ciągle mogą zostać użyte do odtworzenia starych dysków, jednakże nie nowych wydań zawierających klucze dla naruszonych odtwarzaczy. Jeśli inne odtwarzacze byłyby zcrackowane, dalsze unieważnienia doprowadziłyby do tego, że użytkownicy stosujący się do zasad, ale korzystający z naruszonych odtwarzaczy, musieliby wymienić oprogramowanie sprzętowe, bądź software odtwarzacza, aby odtworzyć nowe dyski. Każdy odtwarzacz zawiera drzewo binarne sekretnych kluczy urządzenia i przetwarzania. Klucz przetwarzania w tym drzewie – wymóg odtworzenia dysków zabezpieczonych przy pomocy AASC – jest wybrany na podstawie klucza urządzenia i informacji na temat dysku, który ma zostać odtworzony. W związku z tym klucz „09 F9” nie został jeszcze unieważniony, ale nowe dyski powodują, że urządzenia wybierają inny klucz przetwarzania w celu odszyfrowania dysków.